# Climat de la Creuse
La Creuse dispose la plupart du temps d'un climat océanique, atténué à l'est et au sud par des contreforts montagneux qui y arrêtent une partie des pluies atlantiques. Cette topographie, à cheval entre le bassin de la Loire et le plateau granitique du Massif central profite aux nombreux lacs, cours d'eau et retenues, ainsi qu'à une végétation très verte même durant les épisodes caniculaires les plus sévères.

## Données météorologiques
Les chiffres suivants proviennent des données météorologiques nationales en libre accès, fournies par Météo France, pour le département de la Creuse (pour l'année 2018). Ces données représentent une moyenne pour le département, elles peuvent varier sensiblement selon les reliefs (différence nord-sud pour la Creuse, par exemple).
| Mois                              | jan. | fév. | mars | avril | mai  | juin | jui. | août | sep. | oct. | nov. | déc. | année |
| --------------------------------- | ---- | ---- | ---- | ----- | ---- | ---- | ---- | ---- | ---- | ---- | ---- | ---- | ----- |
| Température minimale moyenne (°C) | 4,1  | −2,2 | 2,4  | 6,1   | 7,2  | 11,3 | 12,7 | 12,7 | 8,6  | 5,3  | 3,2  | 2,9  |       |
| Température moyenne (°C)          | 7,1  | 0,2  | 6,9  | 12,1  | 13,6 | 17,6 | 20,3 | 20   | 16,8 | 12,3 | 8,1  | 6,3  |       |
| Température maximale moyenne (°C) | 10,1 | 4,3  | 11,4 | 18,1  | 20,2 | 24   | 28   | 27,3 | 25   | 19,3 | 13   | 9,8  |       |

Le mois le plus pluvieux est décembre avec des précipitations avoisinant régulièrement les 150mm. Il peut par ailleurs y avoir un net recul des précipitations entre décembre et janvier, avec des précipitations enregistrées aux alentours des 20mm en janvier.
Un manteau neigeux est habituel de fin décembre à fin février sur la partie haute de la Creuse (Haute-Marche, plateau de Millevaches, creuse auvergnate).
En 2018 l'ensoleillement était de : 241h en hiver, 607h au printemps, 830h en été (supérieur à la moyenne nationale) et 334h en automne (légèrement supérieur à la moyenne nationale).

## Galerie

### Printemps

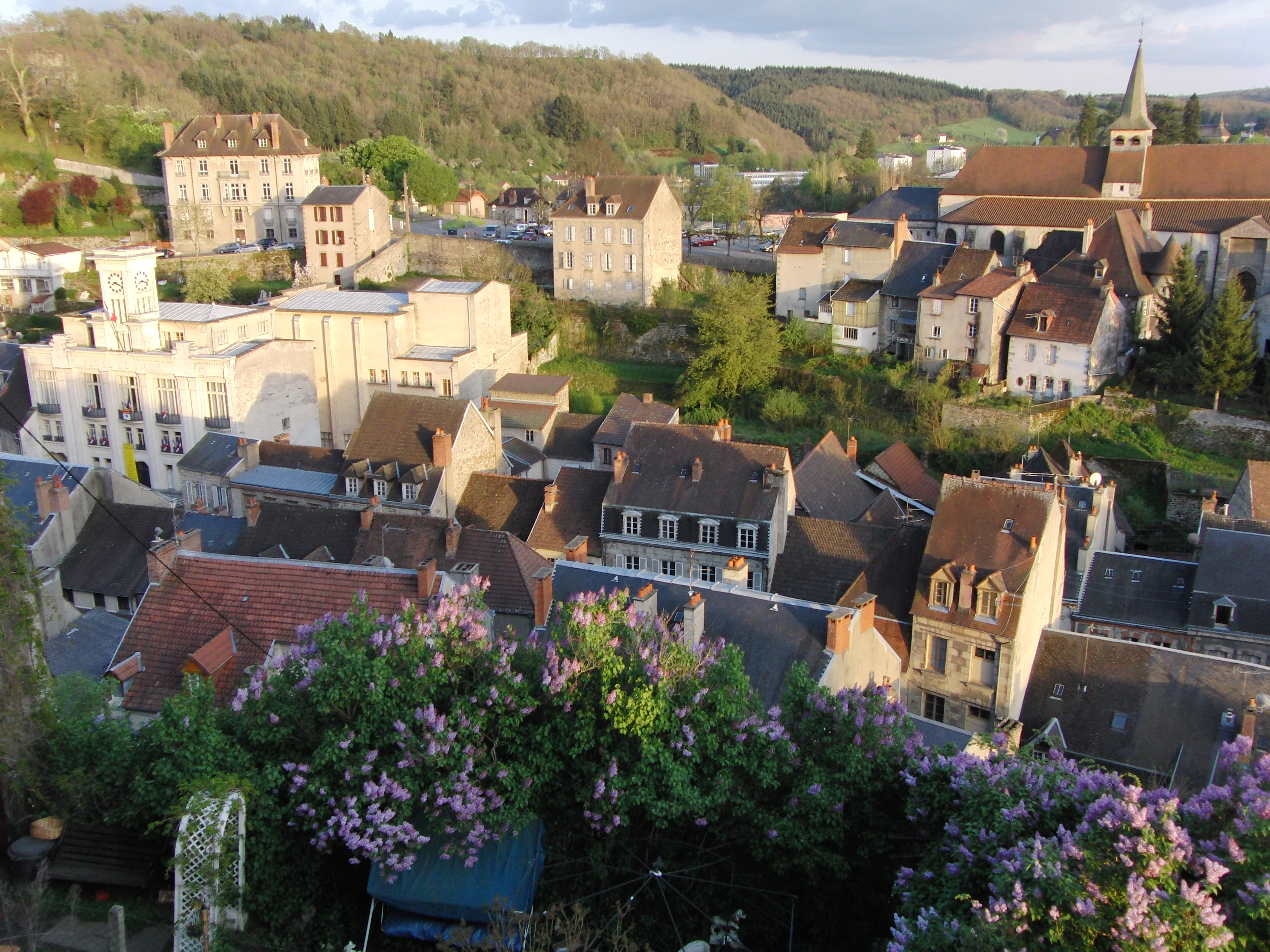
Aubusson au printemps (mai 2009)
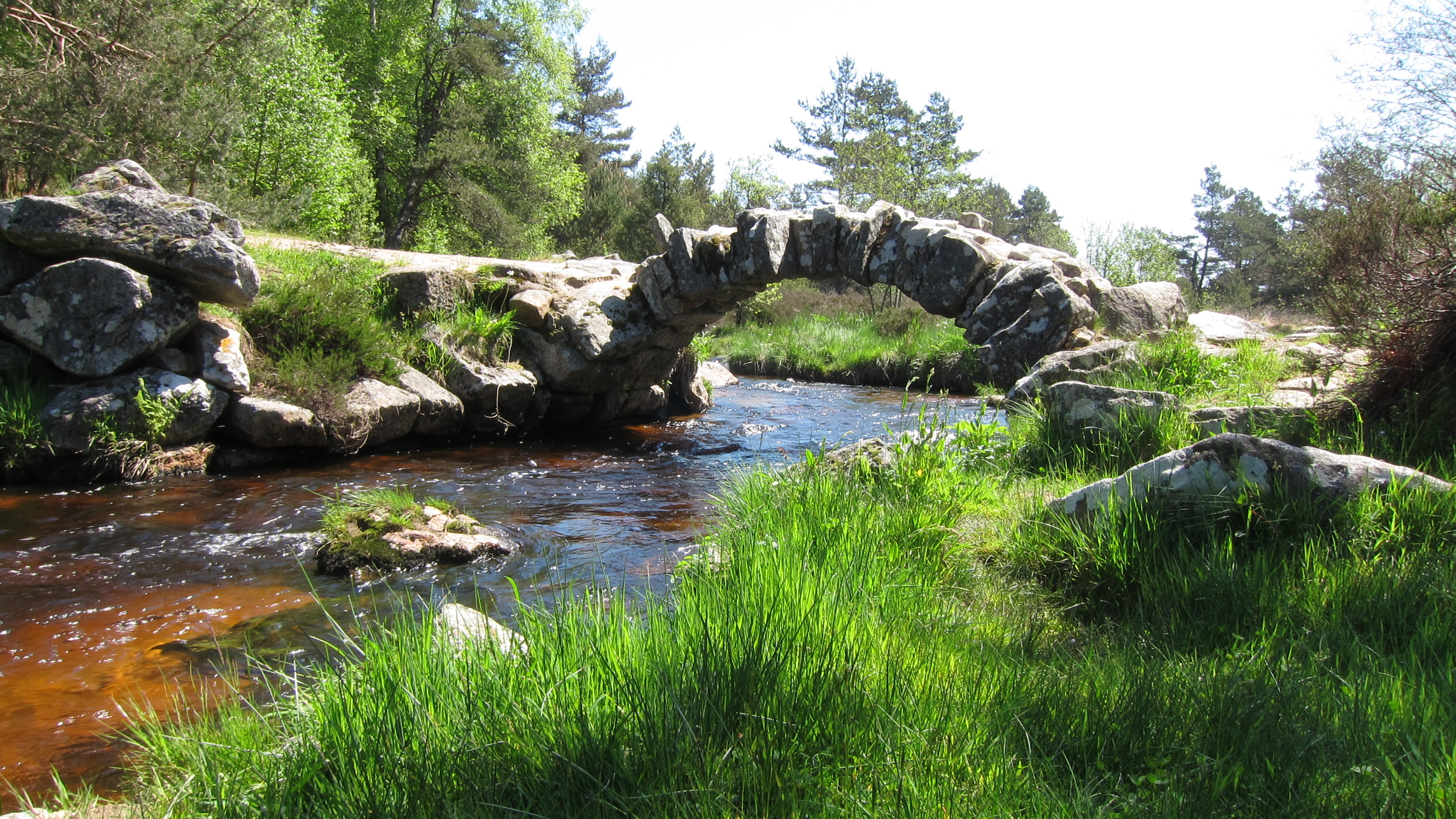
Pont de Sénoueix enjambant le Thaurion (mai 2012)
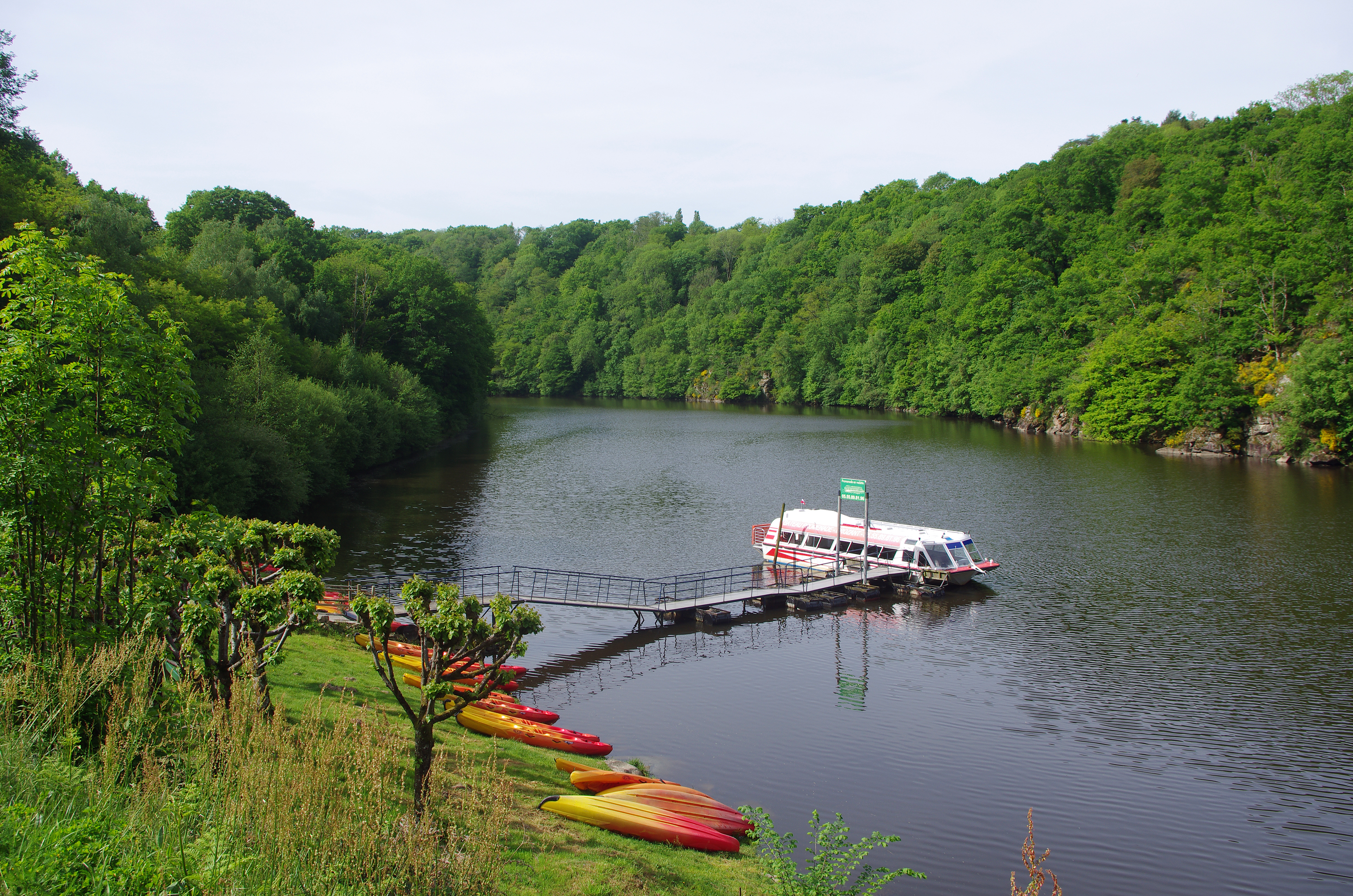
La Creuse à Crozant (mai 2015)
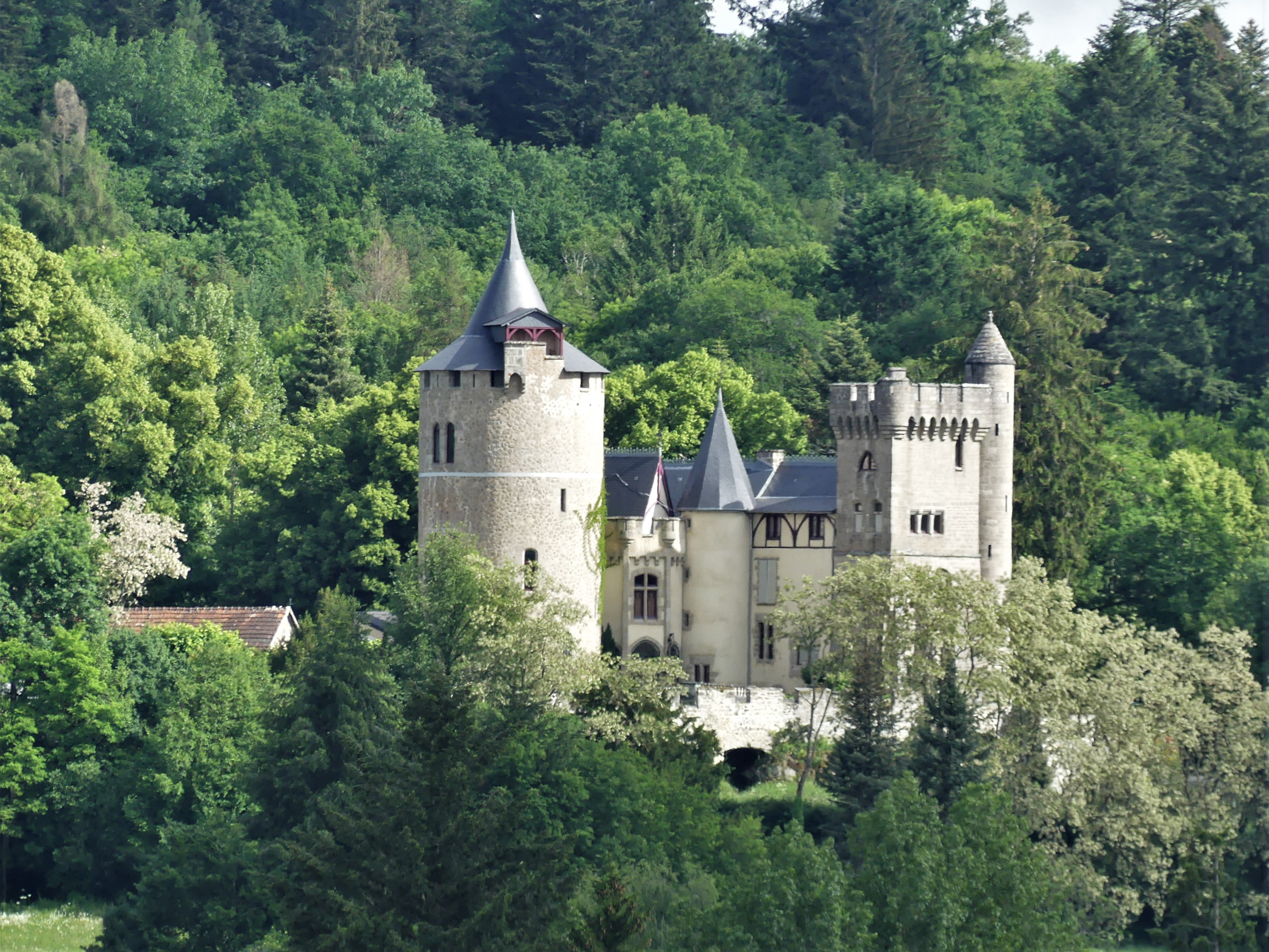
Le château du Fôt, près d'Aubusson, au printemps (mai 2018)

### Été

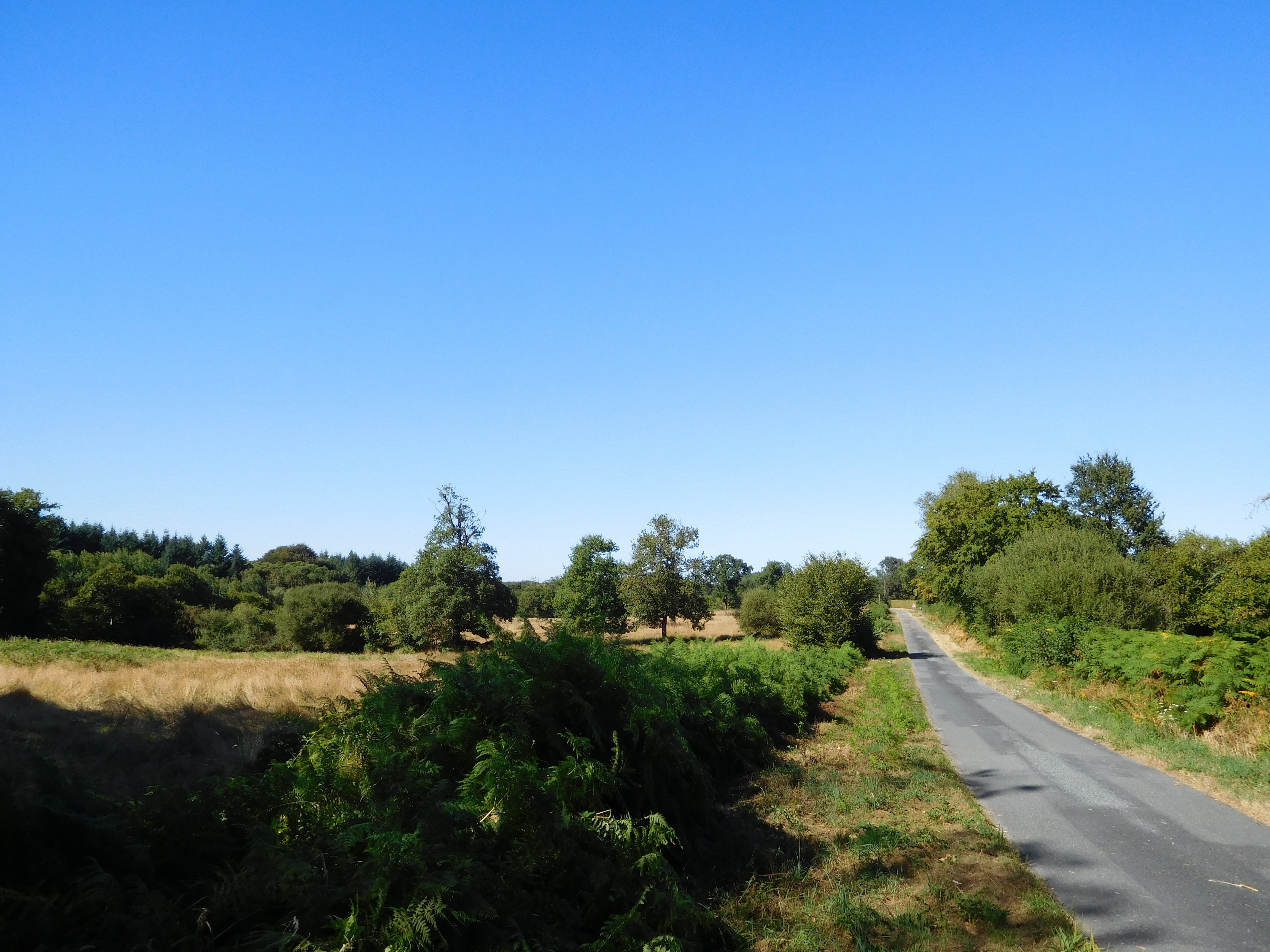
Route de campagne creusoise en été (2016)
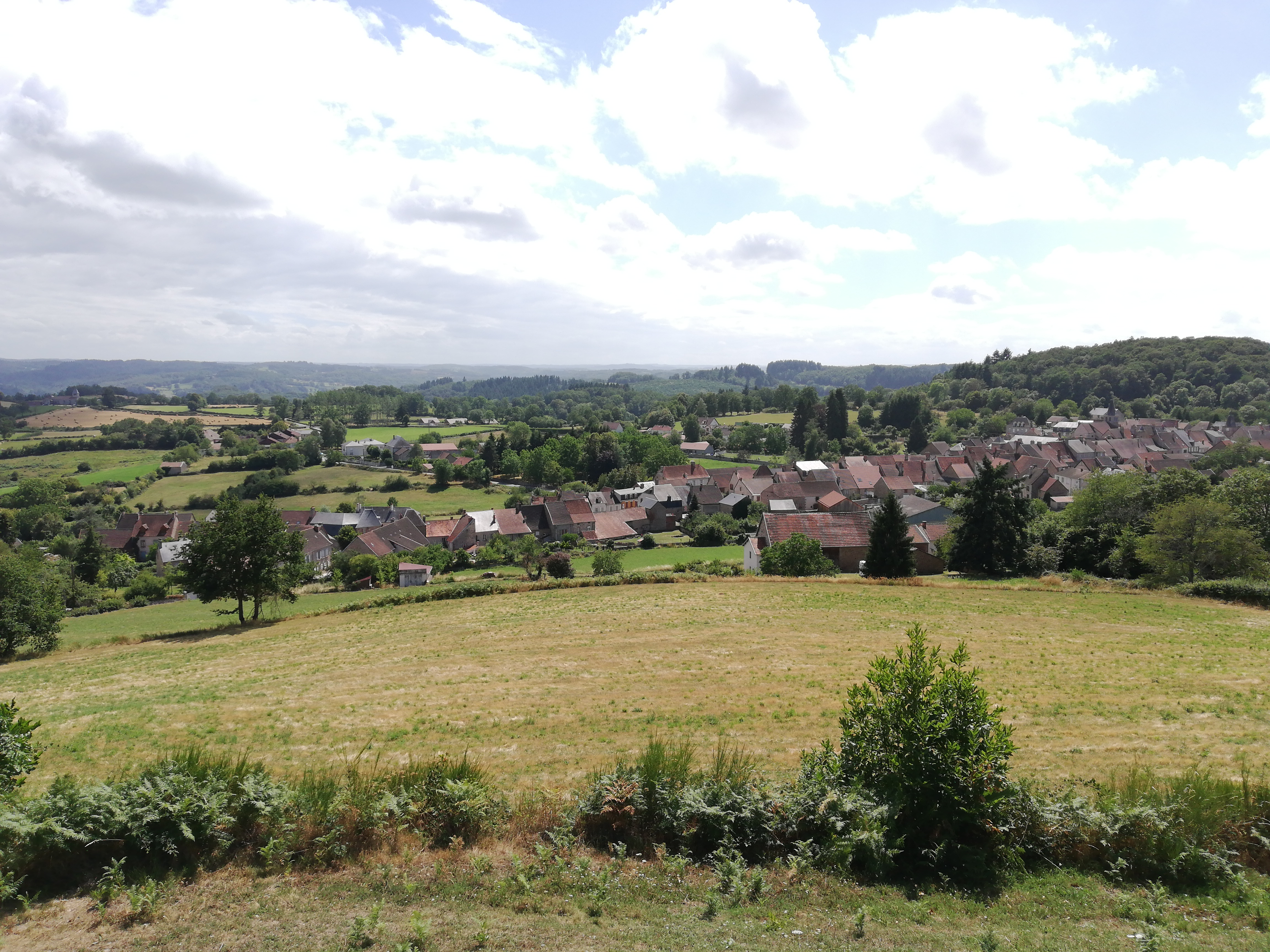
Vue générale de Bellegarde-en-Marche, en « Creuse auvergnate » (août 2019)
Paysage typiquement limousin, près du lac de Lavaud-Gelade (juillet 2014)
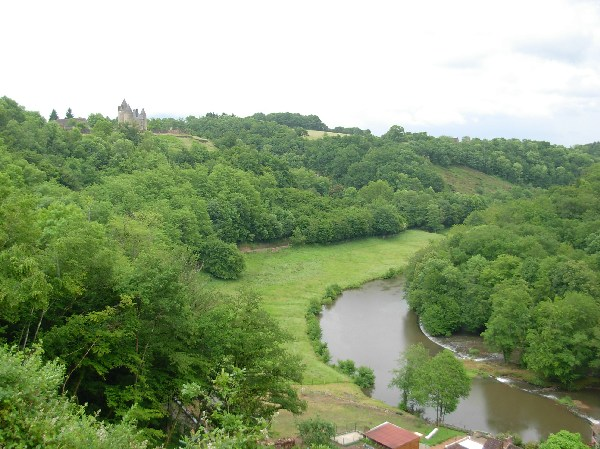
La Petite Creuse à Fresselines, dans l'extrême nord du département (août 2011)

### Automne

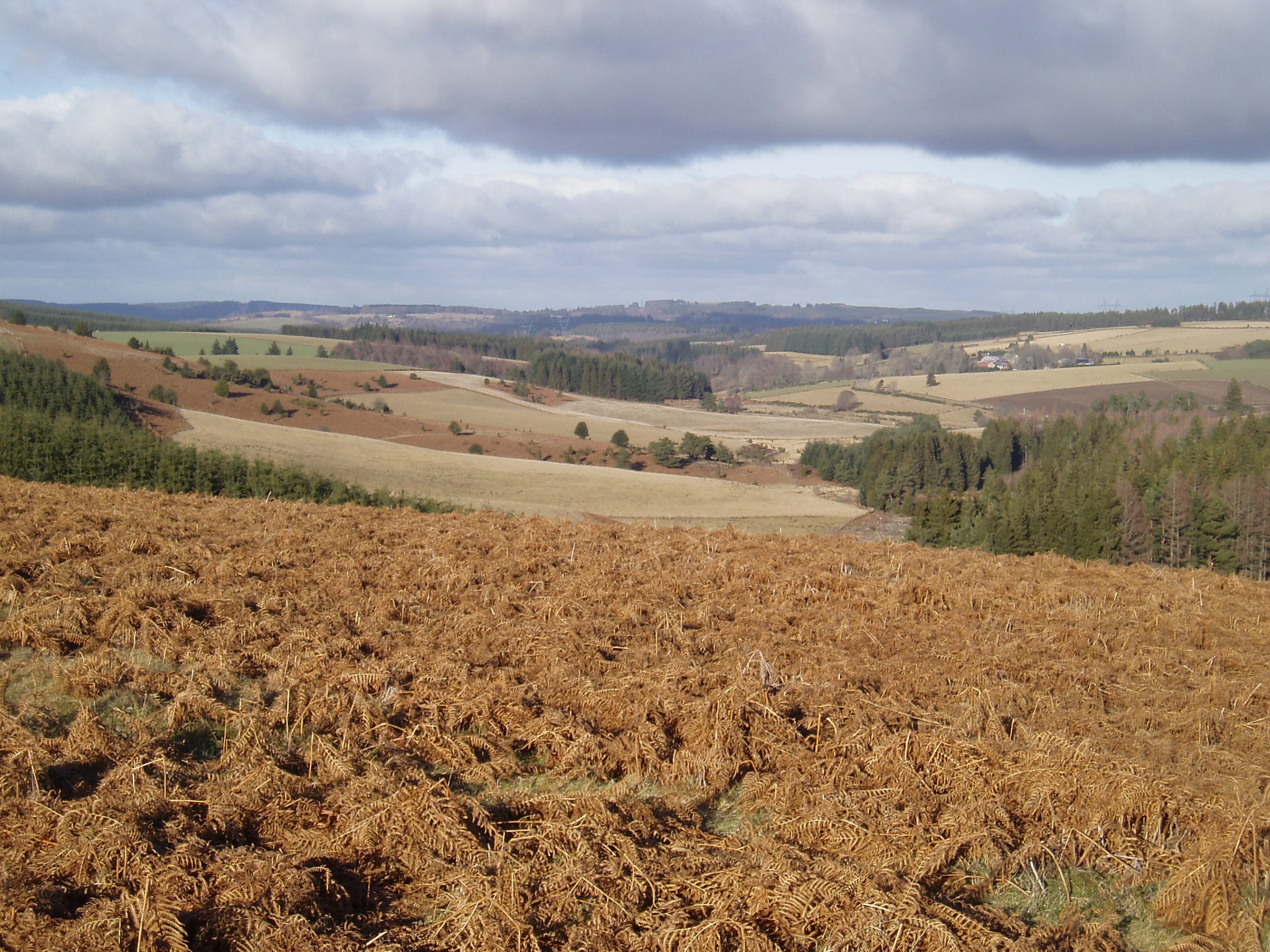
Paysage d'automne à Gentioux (octobre 2010)
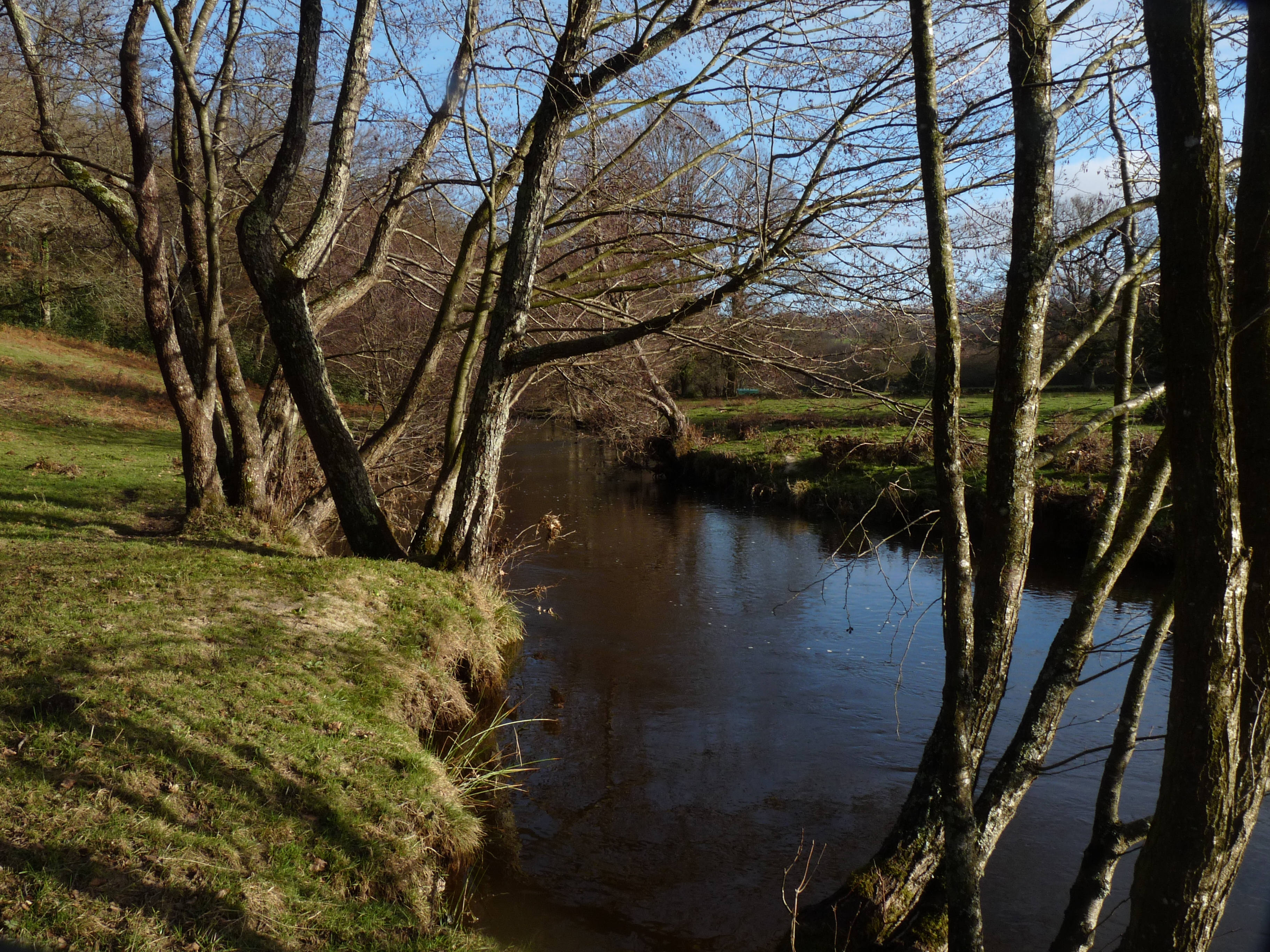
L'Ardour à Saint-Étienne-de-Fursac, fin d'automne (décembre 2011)

### Hiver

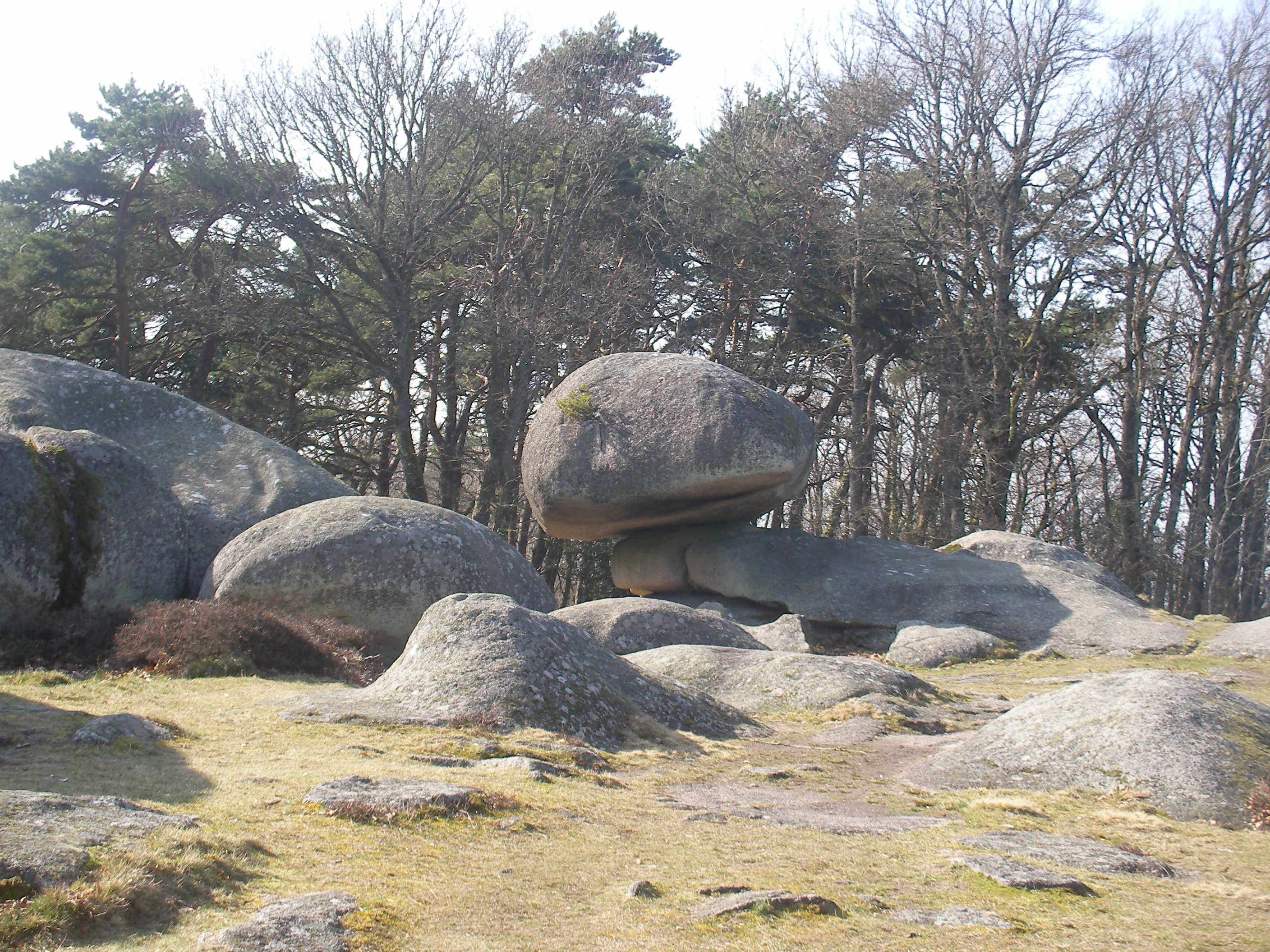
Site des Pierres Jaumâtres à Toulx-Sainte-Croix (mars 2011)
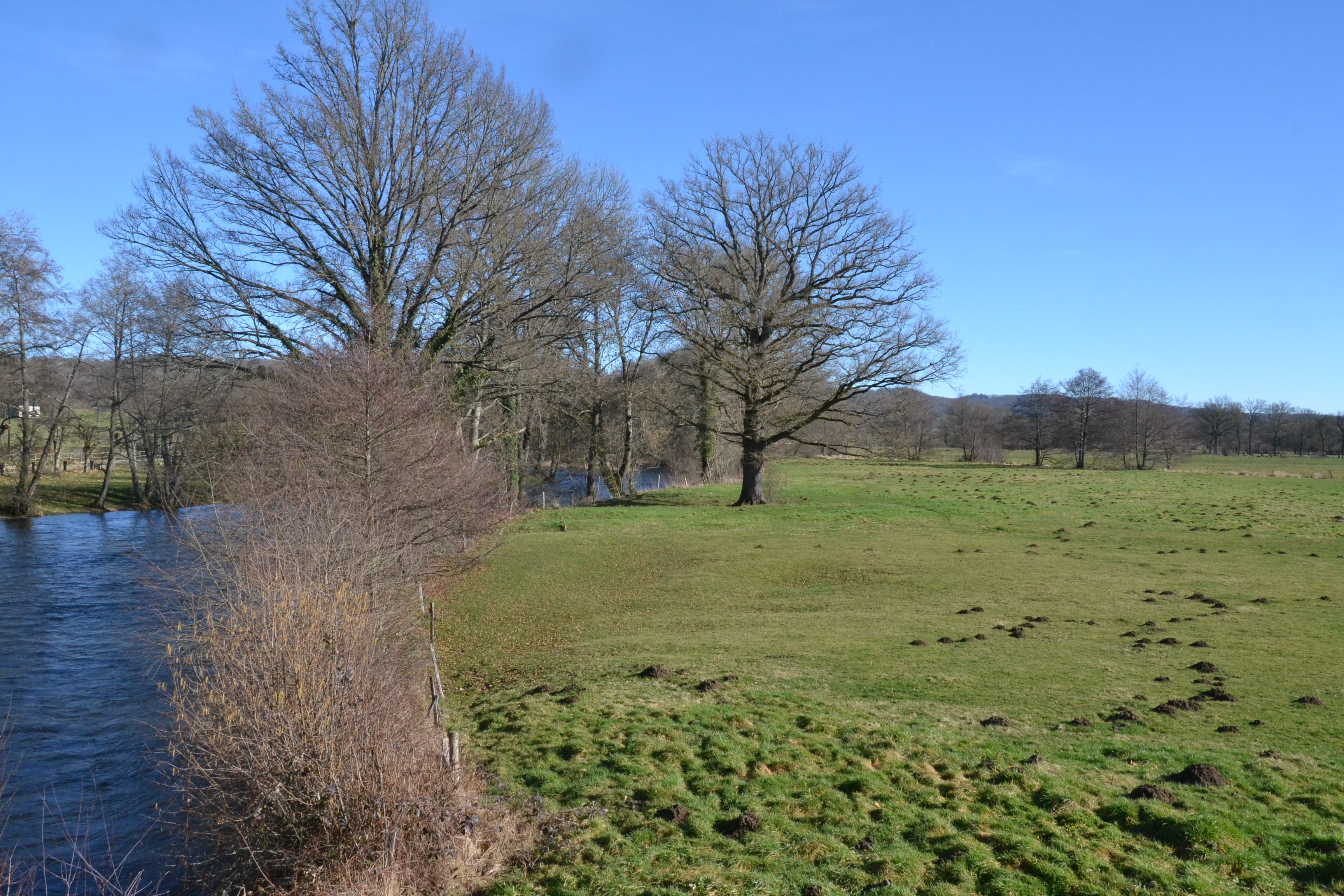
Paysage de la vallée de la Creuse à Moutier-d'Ahun (février 2014)
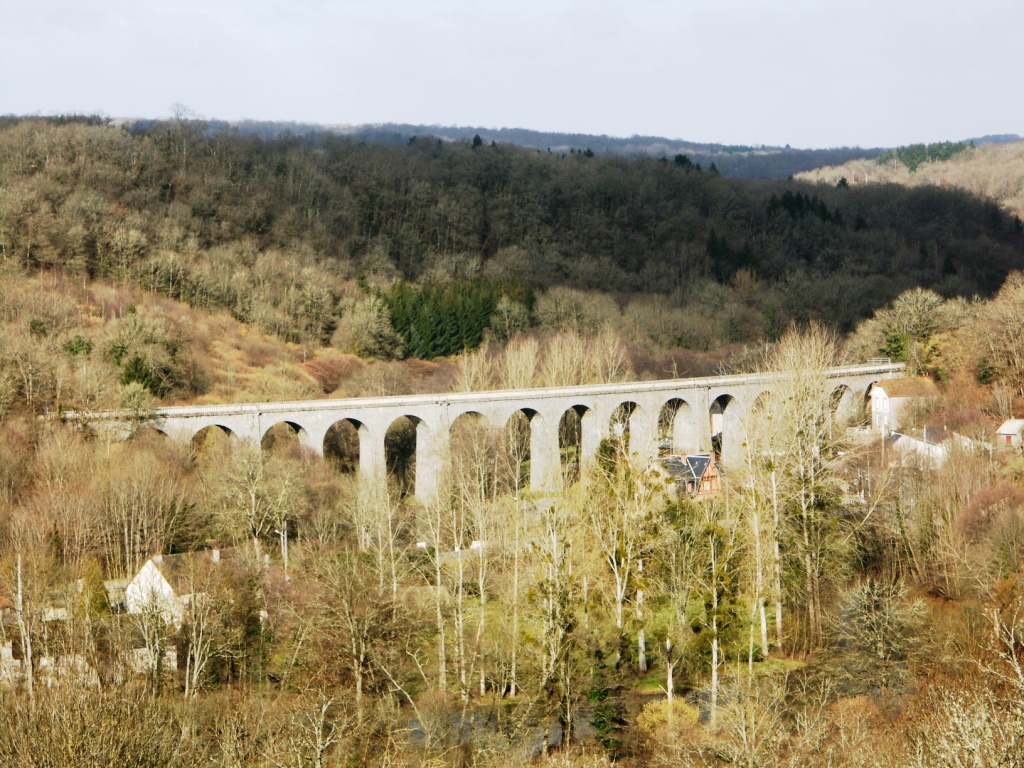
Le viaduc de Glénic en hiver (février 2009)